# أكريتارك
الأكريتارك (الاسم العلمي: Acritarchs)، وهي أحافير صغيرة عضوية، معروف منذ حوالي 1800 مليون سنة وحتى وقتنا الحاضر. يعكس تنوعها الأحداث البيئية الكبرى مثل ظهور الافتراس والانفجار الكمبري.